# Sjeptytskyj
Sjeptytskyj (Oekraïens: Шептицький, van 1951-2024 Tsjervonohrad (Червоноград), voor 1951 Krystynopol, Христинопіль) is een stad in het westen van Oekraïne, in de oblast Lviv bij de grens met Polen.

## Geschiedenis
De stad maakte tussen 1692 en 1772 deel uit van het Pools-Litouwse Gemenebest, totdat het werd overgenomen door het Habsburgse Rijk. Tijdens het interbellum behoorde het tot de Tweede Poolse Republiek en tussen 1945 en 1951 maakte het deel uit van de Volksrepubliek Polen. Het ging van Polen over naar de Oekraïense SSR na de territoriale uitwisseling in 1951 en de naam werd veranderd in Tsjervonohrad.
Op 1 augustus 1990 werd Tsjervonohrad de eerste stad in de hele Sovjet-Unie, waar een monument voor de communistische leider Vladimir Lenin werd verwijderd.

## Bevolking
Op 1 januari 2019 telde Tsjervonohrad 80.421 inwoners.

#### Joodse gemeenschap
Sinds 1740 leeft er een Joodse gemeenschap in Tsjervonohrad. In 1939 woonden er zo'n 2.200 Joden, hetgeen ruim 67% van de bevolking was. De meeste Joden waren aanhangers van het Charedisch jodendom. Nagenoeg alle Joodse inwoners werden in september 1942 gedeporteerd naar het vernietigingskamp Bełżec. De Joden die de Holocaust overleefden, en hun nakomelingen, emigreerden na het uiteenvallen van de Sovjet-Unie naar Israël en de Verenigde Staten. In de laatste volkstelling van 2001 werden er slechts 11 Joden geteld.